# Dvärgbatis
Dvärgbatis (Batis perkeo) är en fågel i familjen flikögon inom ordningen tättingar.

## Utseende och läte
Dvärgbatis är som namnet avslöjar en liten batis, med för släktet typiskt tecknad i svart, vitt och grått. Hanen har ett svart bröstband, honan rostrött. Arten liknar akaciabatisen, men är mindre och det vita ögonbrynsstrecket sträcker sig inte bakom ögat. Sången skiljer sig även, en serie med ljusa visslingar.

## Utbredning och systematik
Fågeln förekommer från torra södra Etiopien till Sudan, Somalia, Kenya och nordostligaste Tanzania. Den behandlas som monotypisk, det vill säga att den inte delas in i några underarter.

## Levnadssätt
Dvärgbatis hittas i torr savann. Där ses den i par, ibland som en del av kringvandrande artblandade flockar.

## Status
Arten har ett stort utbredningsområde och beståndet anses stabilt. Internationella naturvårdsunionen IUCN listar den därför som livskraftig (LC).